# Klosterfrau (Schmetterling)

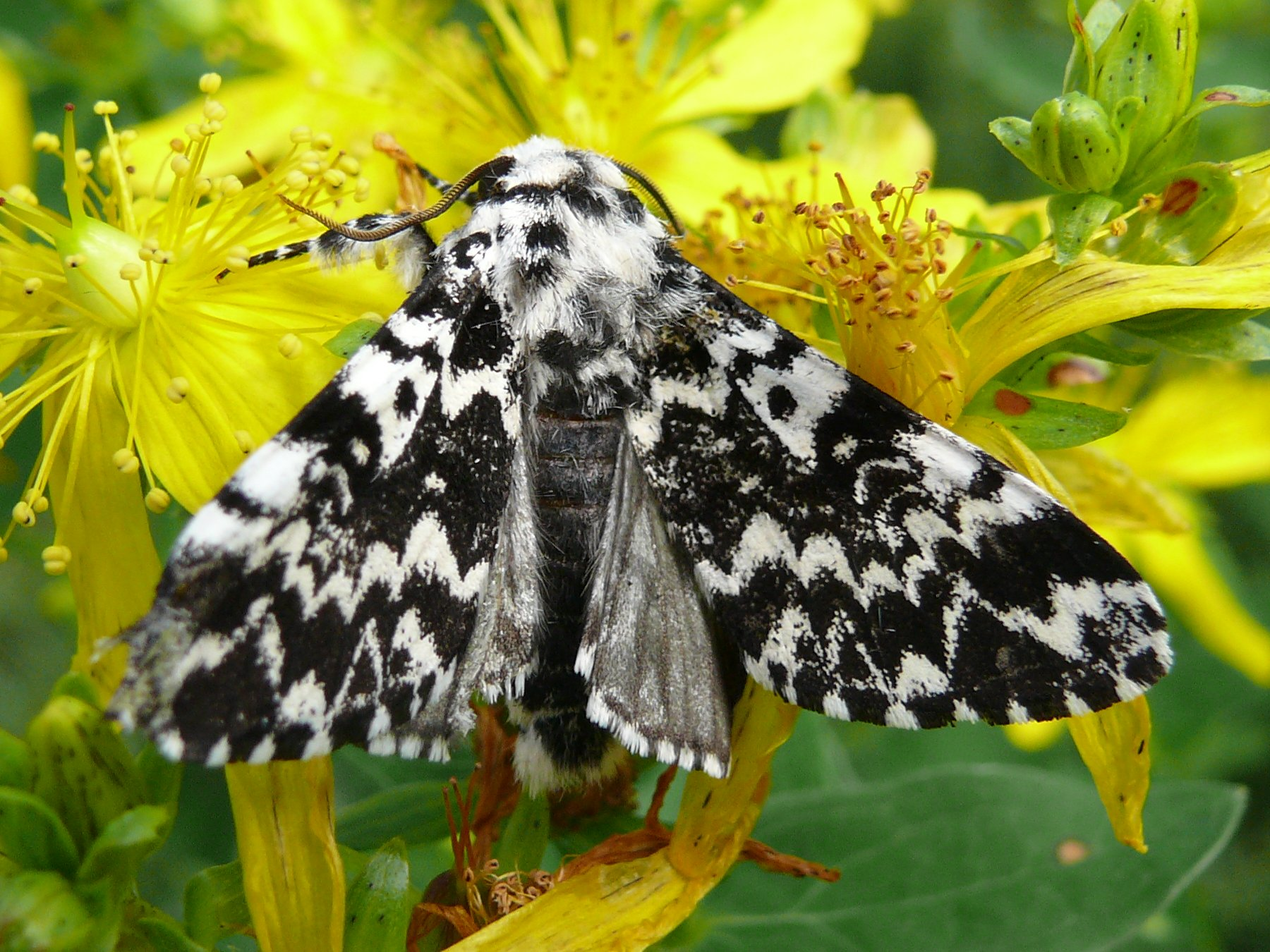
Dieses Exemplar zeigt die Hinterflügel

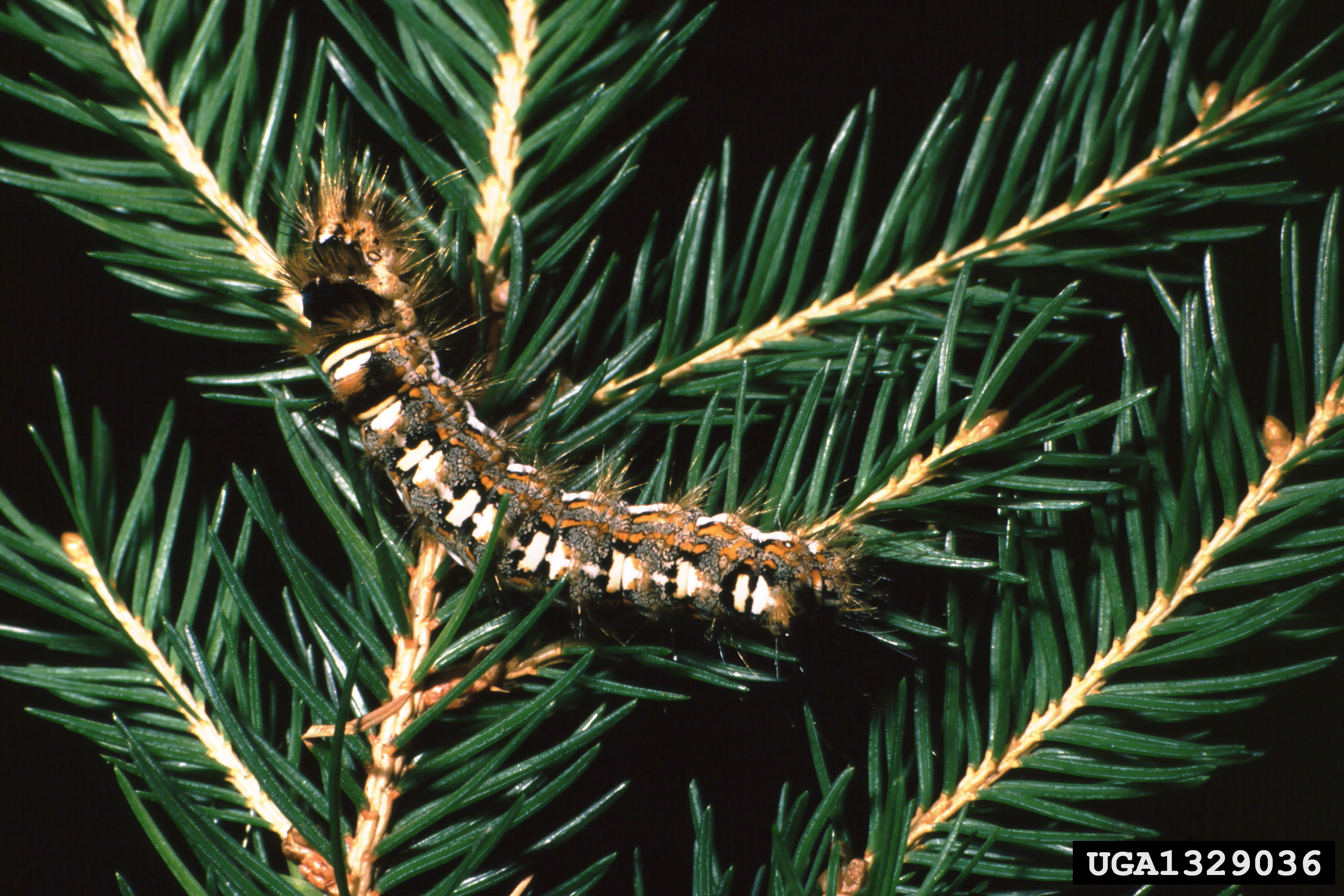
Raupe der Klosterfrau (Panthea coenobitata)

Die Klosterfrau (Panthea coenobita), auch Hochwald-Fichteneule oder Mönch genannt, ist ein Schmetterling (Nachtfalter) aus der Unterfamilie der Pantheinae innerhalb der Eulenfalter (Noctuidae).

## Merkmale
Die Klosterfrau ist ein mittelgroßer Falter mit einer Flügelspannweite von 41 bis 48 Millimeter. Kopf und Thorax sind weiß gefärbt mit unregelmäßig verteilten schwarzen Flecken. Die Vorderflügel sind in der Grundfarbe weiß mit unregelmäßig verteilten schwarzen Flecken und Linien. Im Basal- und Subterminalfeld dominiert die weiße Grundfarbe. Mediane Linien, das Subterminalfeld und der Bereich mit den Makeln zum Costalrand hin ist weiß gerandet. Die äußere Wellenlinie ist stark gezahnt. Die Nierenmakel ist weiß und schwarz gerandet. Die Ringmakel ist weiß mit einem schwarzen Fleck. Die Fransen von Vorder- und Hinterflügel sind abwechselnd weiß und schwarz gefärbt. Die Hinterflügel sind schwarzgrau mit unregelmäßig verteilten schwarzen Flächen. Der Diskalfleck und die äußere Querlinie sind ebenfalls schwarz gezeichnet. Die Zeichnung der Oberseite der Flügel entspricht im Wesentlichen auch der Zeichnung auf der Unterseite. Allerdings hat der Vorderflügel insgesamt gesehen weniger weiße Partien, während die Unterseite des Hinterflügels insgesamt mehr weiße Partien aufweist.
Das Ei ist an der Basis stark abgeflacht, die Oberfläche weist zahlreiche, etwas unregelmäßige Längsrippen auf, die aber die Mikropylregion nicht erreichen. Es ist zunächst hellgelb und wird später rötlichgelb.
Die Eiraupe ist hellbraun gefärbt mit einem schwarzen Kopf. Spätere Stadien sind meist von dunkelbrauner bis schwarzbrauner Grundfarbe. Dazu kommen weiße, quer verlaufende Flecke auf dem Rücken sowie braune Längsstreifen auf den Seiten. In den späteren Stadien ist die Raupe stark behaart, mit kragenartig nach vorne gestellten Haarbüscheln.
Die Puppe ist eher kurz und dick. Sie ist glänzend rotbraun bis schwarzbraun gefärbt. Der Kremaster ist kurz und kegelförmig mit drei längeren und mehreren sehr kurzen, gekrümmten Borsten.

### Ähnliche Arten
Eine gewisse Ähnlichkeit in der Zeichnung besteht zu der Nonne (Lymantria monacha), deren Männchen allerdings sehr stark gekämmte Fühler besitzen. Außerdem sind die Weibchen wesentlich größer und haben einen rötlichen Hinterleib.

## Geographische Verbreitung und Lebensraum
Die Art kommt von Ostfrankreich, den Beneluxstaaten, Mitteleuropa, quer durch Weißrussland, die Ukraine und Mittelrussland, Sibirien bis in den Fernen Osten (Amurgebiet, Nordchina, Japan, Korea) vor. Im Norden reicht das Vorkommen bis in das südliche Fennoskandien, im Süden bis nach Norditalien und die Balkanhalbinsel (hier meist isolierte Vorkommen) und Kleinasien. Mit Ausnahme von einigen wenigen isolierten Vorkommen in Nordgriechenland fehlt die Art in den Mittelmeergebieten, und auch auf den Britischen Inseln kommt die Art nicht vor. Ein isoliertes Vorkommen ist aus den zentralen Pyrenäen bekannt.
Die Klosterfrau lebt bevorzugt in Nadelwäldern.

## Lebensweise
Die Klosterfrau fliegt von Mitte Mai bis Anfang August in einer Generation, selten in einer zweiten Generation. Die Eier werden in kleinen Gruppen von etwa 10 bis 20 Stück direkt an die Nadeln der Raupennahrungspflanzen gelegt. Die Raupen ernähren sich von den Nadeln von Waldkiefer (Pinus sylvestris), Zirbelkiefern (Pinus cembra) und Korea-Kiefer (Pinus koraiensis) sowie von den Arten der Gattungen Lärchen (Larix), Fichten (Picea) und Tannen (Abies). Sie können von August bis Oktober gefunden werden. Sie verpuppen sich noch im Herbst an oder in der Erde am Fuß von Baumstämmen, wo die Puppen auch überwintern. Die Puppe kann auch zwei Jahre überliegen.

## Gefährdung

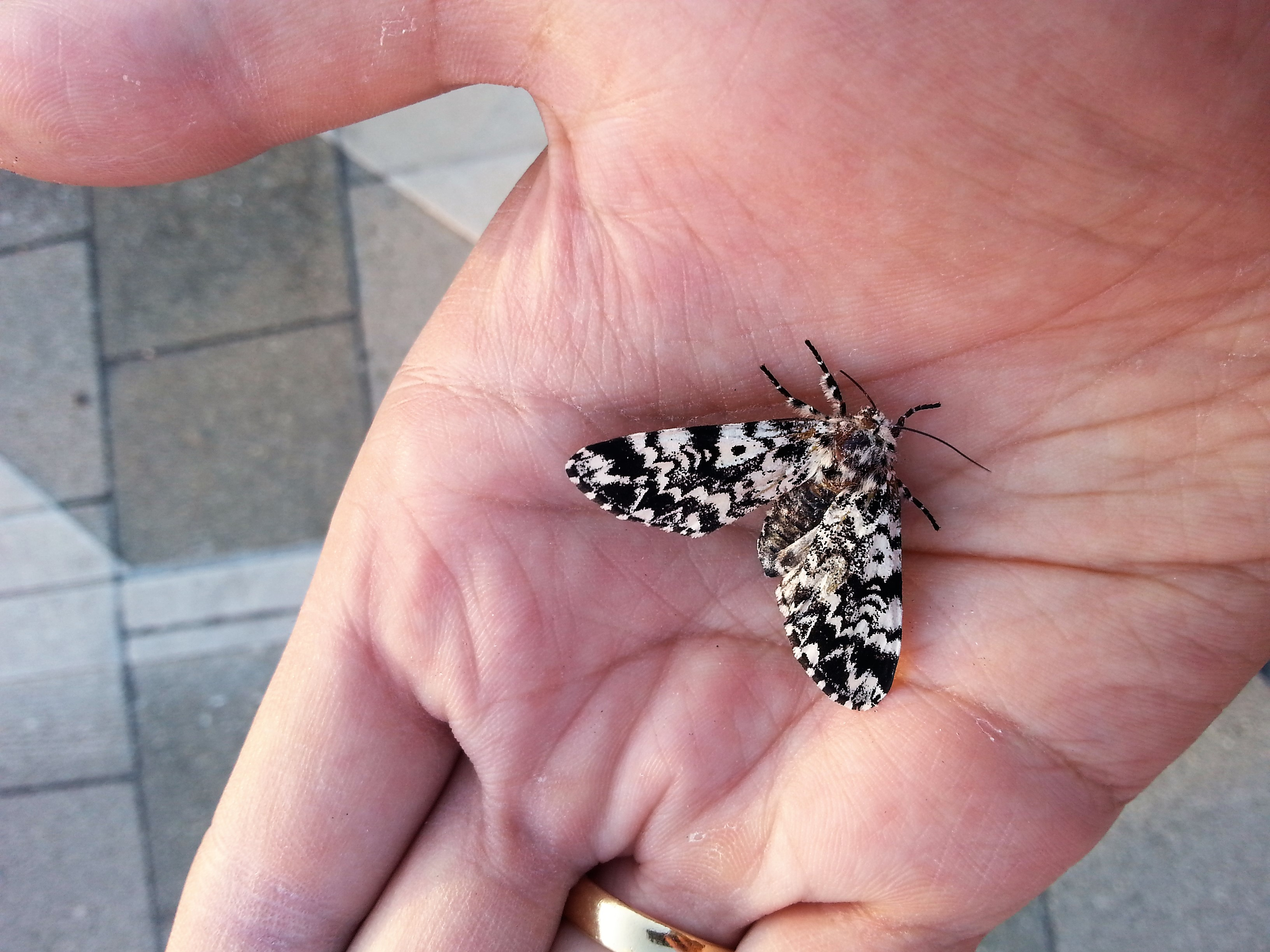
Größenvergleich: Eine Klosterfrau in der Hand

Die Klosterfrau gilt lediglich im Stadtstaat Hamburg als vom Aussterben bedroht, in Sachsen-Anhalt ist sie gefährdet. Die Bestände in Deutschland insgesamt und den anderen Bundesländern sind dagegen nicht gefährdet.

## Systematik
Die Populationen im fernen Osten wurden früher auch als eigene Unterart Panthea coenobita ussuriensis Warnecke, 1917 bezeichnet. Fibiger et al. (2009) haben sie jedoch wieder mit der Nominatunterart vereinigt. Sie erkennen keine Unterarten an.